# Distrito de Jivia

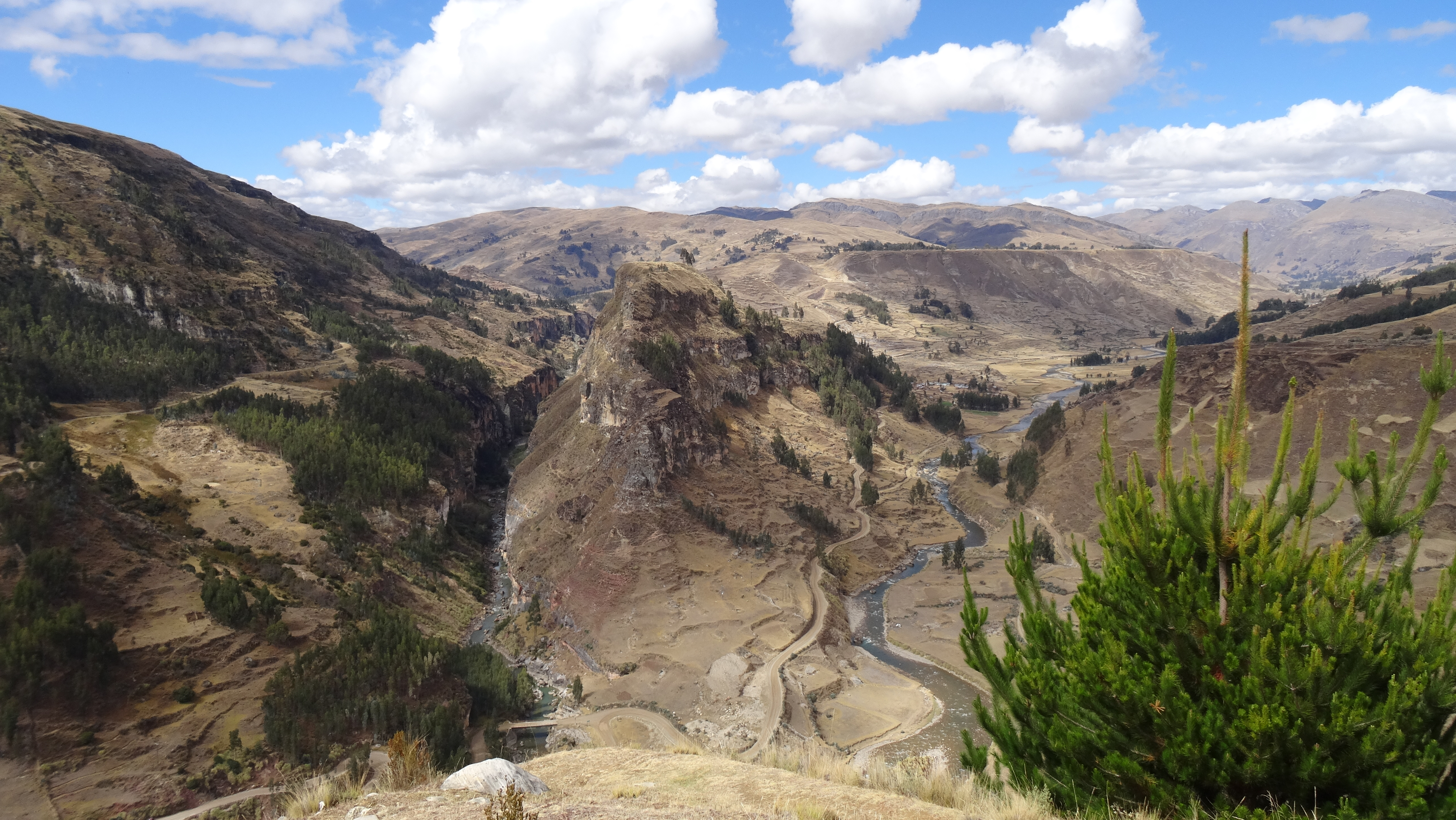
Extremo norte del distrito de Jivia que es el cerro Gongui. A la izquierda parte del distrito de San Francisco de Asís, a la derecha y en primer plano el distrito de Rondos.

El distrito peruano de Jivia es uno de los siete distritos que conforman la Provincia de Lauricocha, ubicada en el departamento de Huánuco, bajo la administración del Gobierno regional de Huánuco, Perú. Limita por el norte con los distritos de Rondos y San Francisco de Asís; por el este con la provincia de Huánuco; por el sur con el distrito de Jesús; y, por el oeste con los distritos de Baños y Rondos.
Desde el punto de vista jerárquico de la Iglesia católica forma parte de la Diócesis de Huánuco, sufragánea de la Arquidiócesis de Huancayo.

## Historia
El distrito fue creado mediante Ley Regional n.º 343 del 6 de septiembre de 1920, en el gobierno del Presidente Augusto Leguía.

## Geografía
Abarca una superficie de 61,31 km².

## División administrativa

### Centros poblados
- Urbanos
  - Jivia, con 405 hab.
- Rurales
  - Quillapampa, con 160 hab.
  - Lago Pampa, con 157 hab.
  - Porvenir San Cristóbal, con 224 hab.
  - Chogorrahuay, con 173 hab.

## Capital
Su capital es la localidad de Jivia (3 380 m s. n. m.).

## Atractivos turísticos
Se pueden visitar:
- Cerro Huaman Jirca
- La meseta de Huampón
- Cerro San Cristóbal
- La ciudadela natural de Shiki
- Aguas termales de San Luis
- Caminos del Inca de San Luis
- Shuquil Ushno
- Sitio arqueológico de Gongui, declarado patrimonio cultural de la nación mediante RDN 637 del 11 de agosto de 2004.[3]

## Autoridades

### Municipales
- 2019 - 2022[4]
  - Alcalde: Wenceslao Dávila Santos, de Podemos por el Progreso del Perú.
  - Regidores:

  1. Yhon Melvin Fuentes Navarro (Podemos por el Progreso del Perú)
  2. Pedro Antonio Bernardo Loyola (Podemos por el Progreso del Perú)
  3. Lalo Leandro Solís (Podemos por el Progreso del Perú)
  4. Magdalena Tello Bartolo (Podemos por el Progreso del Perú)
  5. Isabelio Bernardo Cárdenas (Avanza País - Partido de Integración Social)

Alcaldes anteriores
- 1996 - 1998: Apolonio Bernardo Ambrosio, de L.I. Nro 11 Lauricocha al Desarrollo.
- 2003 - 2006: Romel Espinoza Ambrosio, del Partido Democrático Somos Perú.
- 2007 - 2010: Romel Espinoza Ambrosio, del Partido Democrático Somos Perú.
- 2011 - 2014:[6] Teodolindo Bernardo Ambrosio, del Movimiento Independiente Regional Luchemos por Huánuco.
- 2015 - 2018: Eusterio Tordecillo Rodríguez, del Movimiento Integración Descentralista.

### Policiales
- Comisario:  PNP.

## Festividades
- Enero 20: San Sebastián
- Marzo o abril: Semana Santa.
- Junio 24: Fiesta Patronal
- Septiembre 5: Aniversario

## Galería
- Wikimedia Commons alberga una categoría multimedia sobre Distrito de Jivia.